# 王神站
王神站（韓語：왕신역）是位于朝鮮民主主義人民共和國黃海南道海州市的一個鐵路車站。屬於甕津線和鼎島線。

## 邻近车站
甕津線
海州青年站 - 王神站 - 西海州站
鼎島線
王神站 - 鼎島站